# Bretteville-sur-Odon
Bretteville-sur-Odon ist eine französische Gemeinde mit 4392 Einwohnern (Stand 1. Januar 2022) im Département Calvados in der Region Normandie. Sie gehört zum Arrondissement Caen und zum Kanton Caen-1. Die Bewohner werden als Brettevillais bezeichnet.

## Geografie
Bretteville-sur-Odon liegt am Fluss Odon. Umgeben wird die Gemeinde von Carpiquet im Nordwesten und Norden, Caen, das die gesamte östliche Gemeinde-Flanke umschließt, Éterville und Louvigny im Süden sowie Verson in südöstlicher und östlicher Richtung. Bretteville-sur-Odon wird aufgrund einer wichtigen Durchgangsstraße, welche Caen mit der A84 (Autoroute de Bretagne) verbindet, eine zentrale Rolle im Verkehrswesen der Region zuteil.

## Bevölkerungsentwicklung
| Jahr                             | 1793 | 1836 | 1876 | 1926 | 1946 | 1968 | 1990 | 2008 | 2016 |
| Einwohner                        | 544  | 801  | 732  | 652  | 760  | 2182 | 3623 | 4060 | 3759 |
| Quelle: Cassini, EHESS und INSEE |      |      |      |      |      |      |      |      |      |

## Sehenswürdigkeiten
- Kirche Notre-Dame-de-Bon-Secours (Rekonstruktion)
- Glockenturm der ehemaligen Kirche Notre-Dame aus dem 14. Jahrhundert, Monument historique
- Schloss, Monument historique

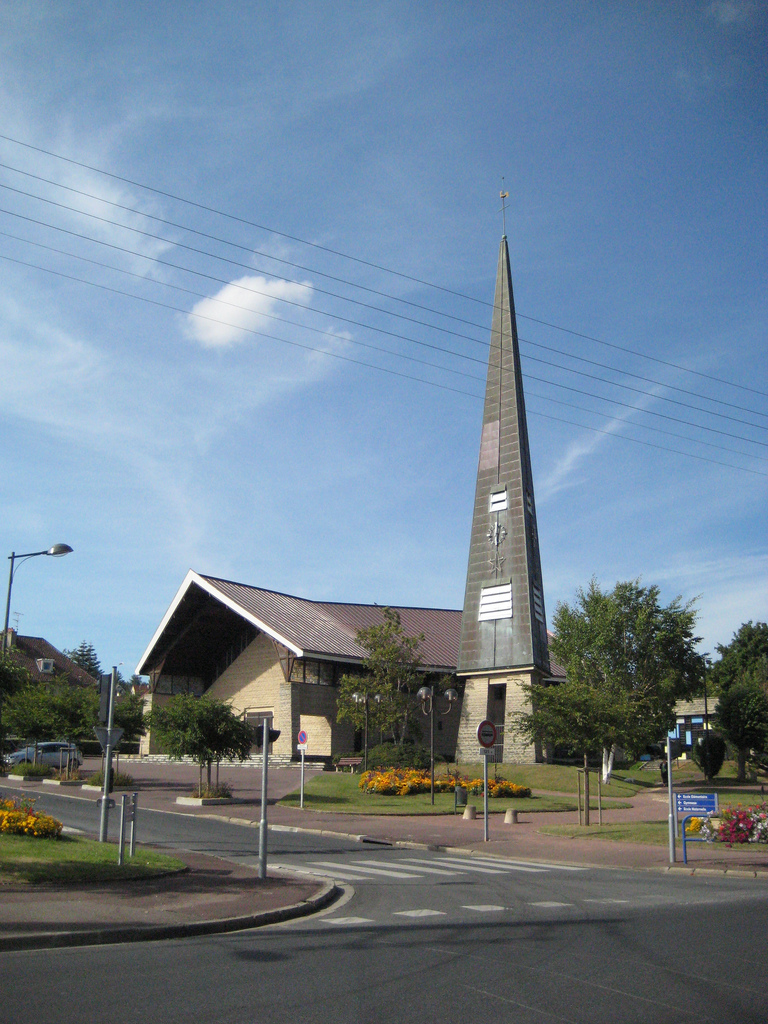
Kirche Notre-Dame-de-Bon-Secours
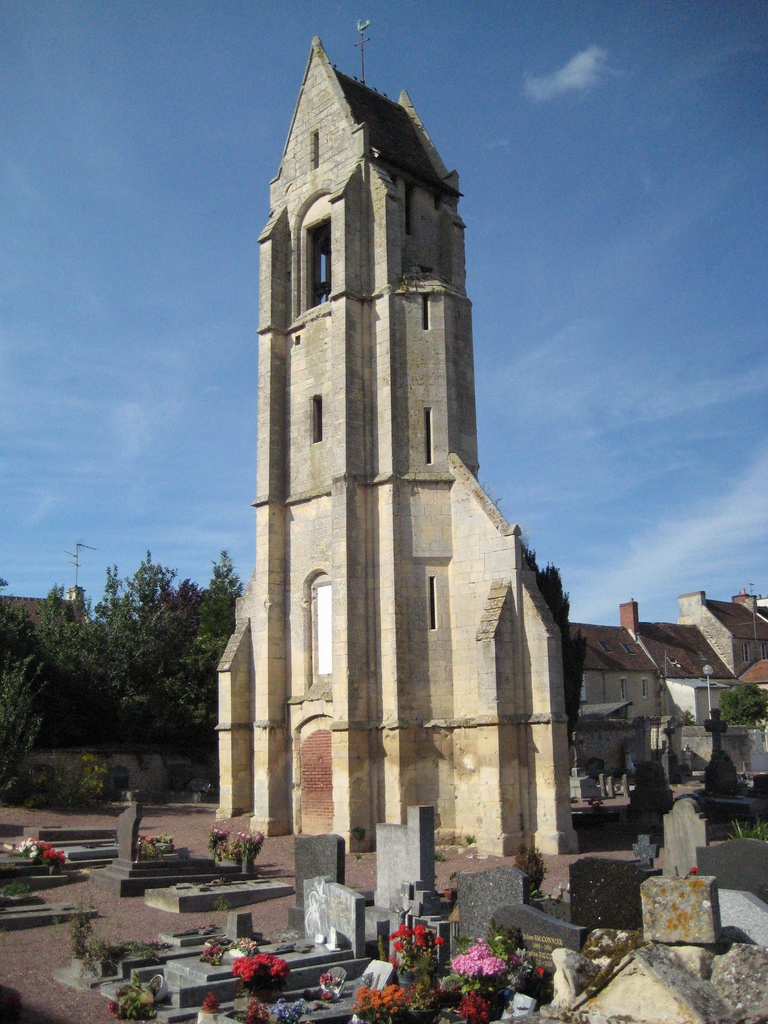
Glockenturm der Kirche Notre-Dame
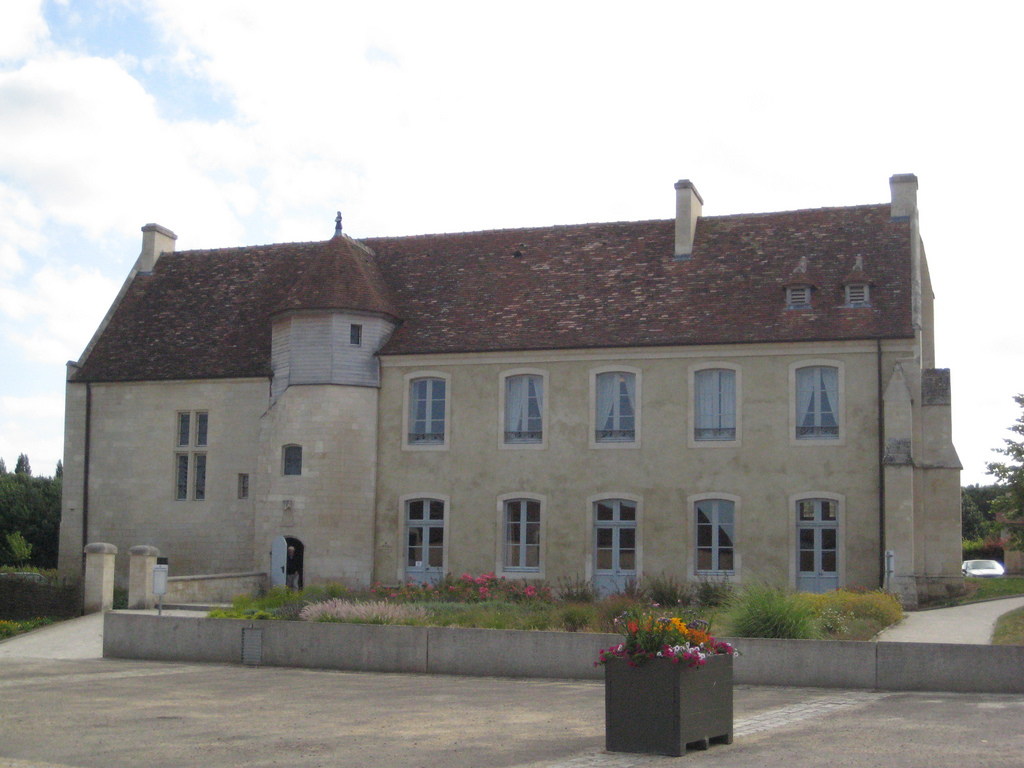
Schloss

## Gemeindepartnerschaften
Seit 1987 besteht eine Partnerschaft mit dem unterfränkischen Glattbach, zudem mit Woodbury (England) und Ounck (Senegal).